# Maria Röhl
Pour les articles homonymes, voir Röhl (homonymie).
Maria Christina Röhl (26 juillet 1801 – 5 juillet 1875) est une peintre suédoise. Elle est célèbre pour ses portraits de célébrités suédoises, réalisés au cours du premier XIXe siècle. Ses peintures sont exposées au Nationalmuseum de Stockholm. La Bibliothèque royale de Suède possède une collection de 1800 portraits qu'elle a réalisés au cours de sa carrière. Elle a été membre de l'Académie royale des arts de Suède à partir de 1843, et une portraitiste officielle de la cour royale.

## Biographie
Maria Röhl naît à Stockholm dans une famille aisée, mais tombe dans la pauvreté à la mort de ses parents, en 1822. Elle tente de devenir gouvernante, et apprend le dessin avec le graveur Christian Forsell ; elle avait déjà eu un enseignement artiste avec le peintre Alexander Hambré. Elle apprend à réaliser rapidement des portraits réalistes à la mine de plomb et à la craie.
Elle commencer à réaliser des portraits de la famille Forsell, avec qui elle vit un temps. Ses portraits ont beaucoup de succès dans le milieu mondain, et elle peut progressivement vivre pleinement de ses réalisations. Elle est largement employée par ceux qui ne peuvent pas payer un portrait à l'huile. Elle attire un grand nombre de suédois célèbres de l'époque, essentiellement les aristocrates et les acteurs. Maria Röhl a en outre peint à l'huile, mais la majorité de son travail est constituée de dessins à la mine de plomb et à la craie. 
En 1843, Röhl est nommée peintre de la cour. Elle étudie de 1843 à 1846 à Paris dans l'atelier de Léon Cogniet. Après son retour, elle fonde son propre atelier à Brunkebergstorg, à Stockholm. Au cours de ses dernières années, la photographie concurrence de plus en plus ses portraits dessinés. Elle meurt à Stockholm le 5 juillet 1875.

## Galerie

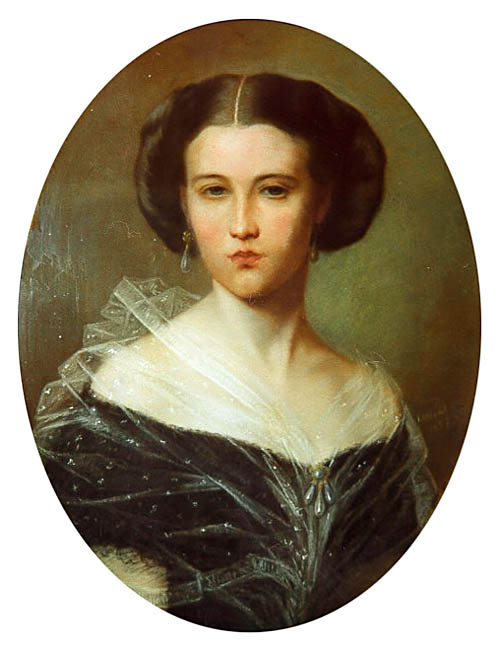
Ida Cardon (1857)
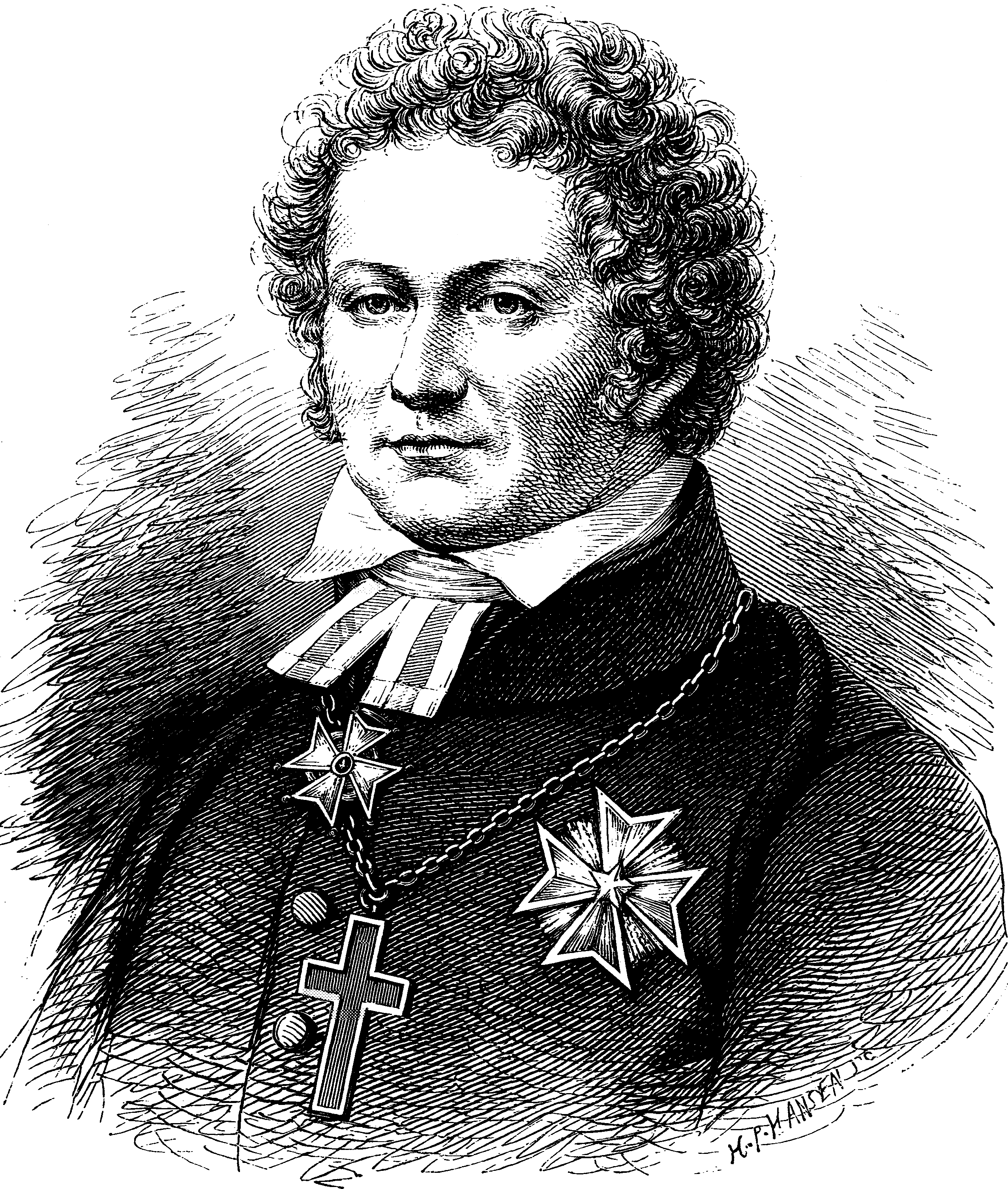
Le poète suédois Esaias Tegnér (1829)
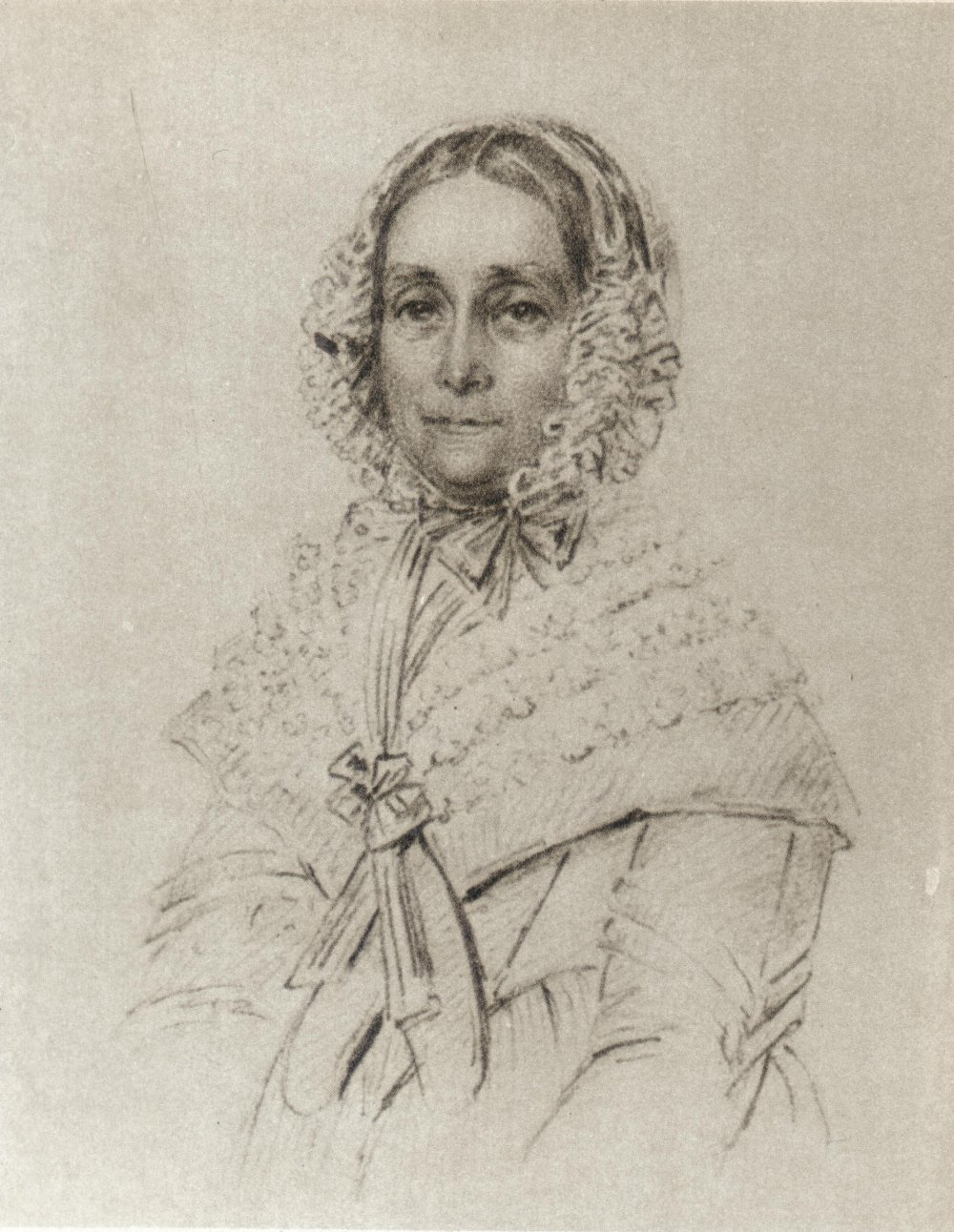
la salonnière Malla Silfverstolpe (en) (1843)
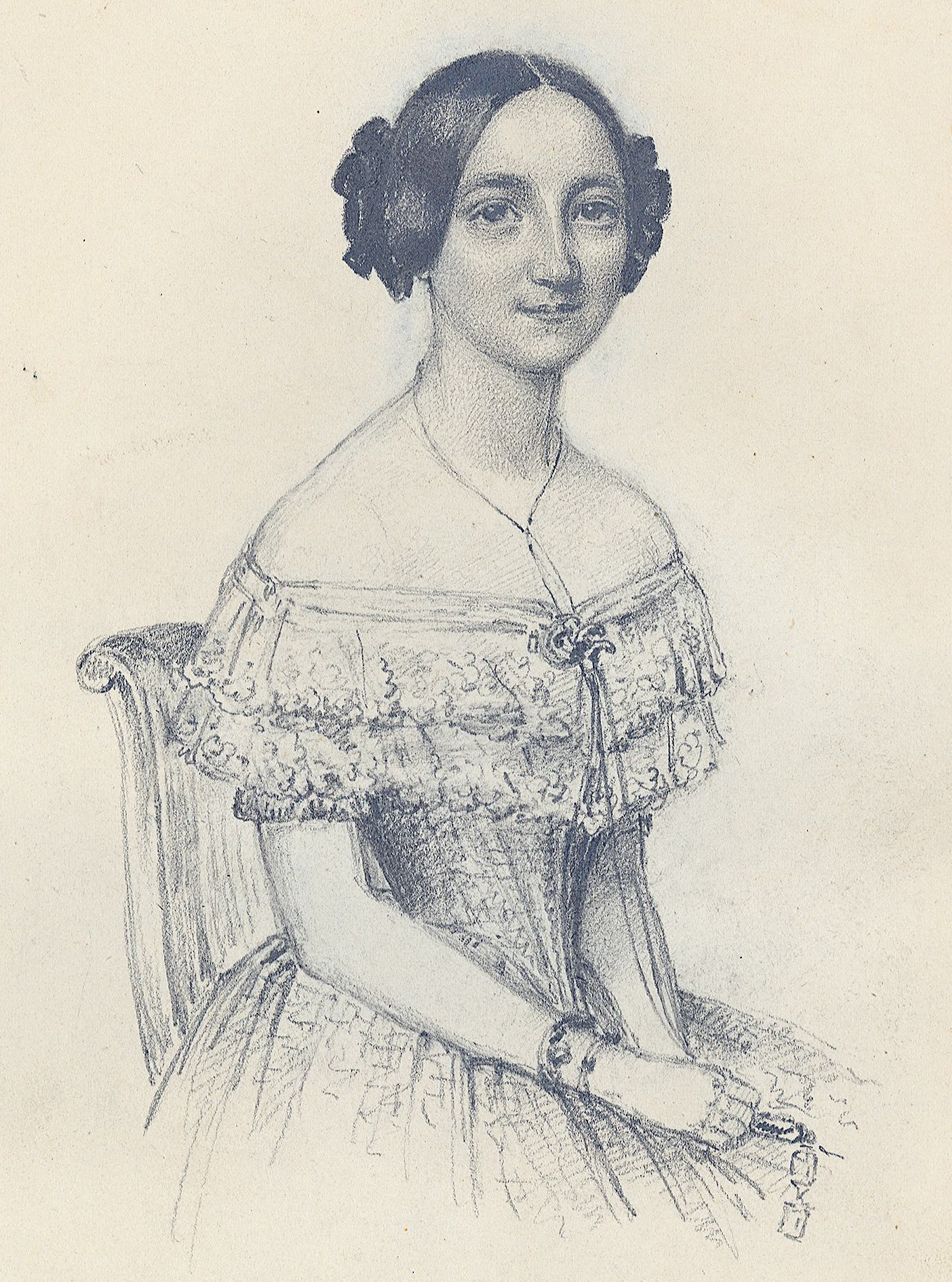
Wilhelmina Fundin (1842)
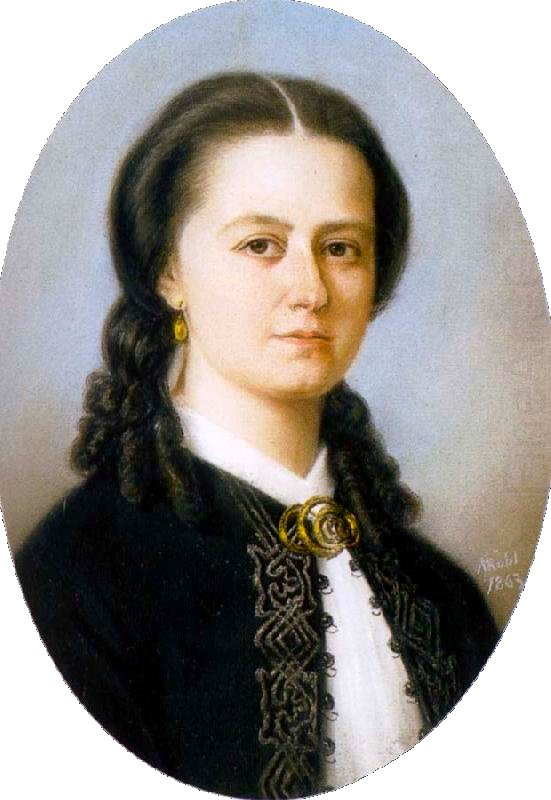
Laura Netzel (1863)